# Acetylenek wapnia
Acetylenek wapnia, węglik wapnia, pot. karbid, CaC
2 – nieorganiczny związek chemiczny wapnia z grupy węglików jonowych o strukturze acetylenku.

## Właściwości
- produkt techniczny jest czarny, szarawy lub brunatny ze słabym połyskiem
- na powietrzu pokrywa się wodorotlenkiem wapnia i węglanem wapnia, pod wpływem pary wodnej i dwutlenku węgla
- charakterystyczny zapach karbidu spowodowany jest zanieczyszczeniem fosforkiem wapnia, hydrolizującym do fosforiaku

## Otrzymywanie
Karbid wytwarza się poprzez ogrzewanie mieszaniny koksu i wapna palonego do temperatury 2000–2100 °C w elektrycznym piecu łukowym. W tych temperaturach tlenek wapnia jest redukowany przez węgiel do węgliku wapnia i tlenku węgla, zgodnie z reakcją:
3C + CaO → CaC
2 + CO↑
Produkt techniczny ma barwę szarą i jest zanieczyszczony węglem, tlenkiem wapnia oraz fosforkiem wapnia (Ca
3P
2, produkt redukcji fosforanu wapnia).

## Reaktywność
- W warunkach normalnych reaguje egzotermicznie z wodą wydzielając acetylen:

CaC
2 + 2H
2O → Ca(OH)
2 + C
2H
2↑
- W temperaturze około 1100 °C reaguje z azotem cząsteczkowym dając cyjanamidek wapnia CaCN
2:

CaC
2 + N
2 → CaCN
2 + C

## Zastosowanie
- środek redukujący w hutnictwie[7] metali ciężkich
- produkcja azotniaku (nawozu sztucznego opartego na cyjanamidku wapnia)[7]
- produkcja acetylenu[7]
- dawniej jako źródło światła w przenośnych lampach karbidówkach[8] (karbidkach[9]) oraz w latarniach morskich (bezpośrednie spalanie acetylenu), dziś używany w niektórych latarkach czołowych, mających zastosowanie w speleologii
- petarda domowej roboty (puszka karbidowa)
- środek odstraszający przeciw kretom i nornicom w ogrodach[10]